# Problème des sept ponts de Königsberg

Le problème des sept ponts de Königsberg cherche à déterminer s'il existe un chemin permettant de revenir à son point de départ en empruntant une seule fois chaque pont de la ville. En 1735 Leonhard Euler démontre qu'un tel chemin eulérien n'existe pas pour la configuration de Königsberg. Ce problème est connu pour être à l'origine de la topologie et de la théorie des graphes.

## Définition du problème
La ville de Königsberg (aujourd'hui Kaliningrad, en Russie) est construite autour de deux îles situées sur le Pregel et reliées entre elles par un pont. Six autres ponts relient les rives de la rivière à l'une ou l'autre des deux îles, comme représentés sur le plan ci-dessus. Le problème consiste à déterminer s'il existe ou non une promenade dans les rues de Königsberg permettant, à partir d'un point de départ au choix, de passer une et une seule fois par chaque pont, et de revenir à son point de départ, étant entendu qu'on ne peut traverser le Pregel qu'en passant sur les ponts.
Le problème mathématique se présente de la façon suivante : 
| → |

## Résolution du problème
Une telle promenade n'existe pas, et c'est Euler qui donna la solution de ce problème en caractérisant les graphes que l'on appelle aujourd'hui « eulériens » en référence à l'illustre mathématicien, à l'aide d'un théorème dont la démonstration rigoureuse ne fut en fait publiée qu'en 1873, par Carl Hierholzer.
Ce problème n'a sous cette forme non généralisée qu'un intérêt historique,  car pour ce cas, il est assez intuitif de démontrer que la promenade demandée n'existe pas. Sans aller jusqu'à utiliser la théorie des graphes il suffit pour cela de remarquer que pour parcourir tous les ponts une fois et une seule, il faudra entrer et sortir à nouveau de chaque île (ou rive). Ainsi sur chaque île durant le parcours entier, il y aura autant de ponts d'entrée que de ponts de sortie. Chaque île (ou rive) doit donc avoir un nombre pair de ponts qui la relient aux autres îles ou rives. Comme ce n'est manifestement pas le cas, la promenade demandée n'existe pas.

### Formalisation
il suffit d'associer un graphe à la ville comme dans la figure ci-dessus et de supposer que la promenade recherchée existe. On peut alors, à partir de la promenade, ordonner les sept arêtes du graphe de façon que deux arêtes consécutives par rapport à notre ordre soient adjacentes dans le graphe (en considérant que la dernière et la première arête sont consécutives, puisqu'il y a retour au point de départ).
Ainsi tout sommet du graphe est-il nécessairement incident à un nombre pair d'arêtes (puisque s'il est incident à une arête il est aussi incident à l'arête précédente ou qui lui succède dans l'ordre. Mais le graphe a des sommets qui sont incidents à trois arêtes, d'où l'impossibilité.
Notons que même si l'on renonce à exiger le retour au point de départ, une promenade traversant une et une seule fois chaque pont n'existe pas. Elle existerait si au plus deux sommets du graphe, correspondant aux points à choisir respectivement comme départ et arrivée, étaient incidents à un nombre impair d'arêtes, or les sommets du graphe des ponts de Königsberg sont tous les quatre dans ce cas ; la promenade est donc impossible. Il suffirait cependant de supprimer ou de rajouter un pont quelconque pour que le graphe  modifié permette des promenades tous ponts sans retour (seuls deux sommets restant d'incidence impaire). Et ce sont au moins deux ponts, bien choisis, qu'il faudrait ajouter ou retirer pour permettre la promenade avec retour initialement cherché.